# ویل سور هن
ویل سور هن (به لاتین: Ville-sur-Haine) یک منطقهٔ مسکونی در بلژیک است که در لو روئولکس واقع شده‌است.